# Gefahr für die Liebe – AIDS
Gefahr für die Liebe – AIDS ist ein deutsches Spielfilmdrama aus dem Jahre 1985 von Hans Noever.

## Handlung
Frank arbeitet als Taxifahrer in Berlin. Eigentlich ein Verlegenheitsjob, denn er ist ursprünglich Seemann und wurde hier, auf festem Boden, zum Junkie. Auch sein Bruder hängt an der Nadel und hat nun Ärger mit ziemlichen üblen Drogendealern. Als Frank eine Nachtfahrt hat, kommt er mit dem Fahrgast Georg ins Gespräch und erzählt diesem bisexuellen Mann von seinen Problemen. Georg findet Gefallen an Frank, und weil er diesen für sich als Sexualpartner wünscht, verspricht er dem Taxifahrer, ihm zu helfen. Georgs Chancen sind ausgesprochen schlecht, denn Frank ist heterosexuell und überdies in das sehr hübsche und blonde Fotomodell Jessica verliebt. Bald gerät Frank immer stärker in den Strudel der Ereignisse, die ihn in die Tiefe zu ziehen drohen.
Sein Bruder bekommt mehr und mehr Probleme mit seiner Drogensucht und der eifersüchtige Georg hängt nun an ihm wie eine Klette und kann nicht von ihm lassen. Darüber hinaus befallen Frank immer öfter Fieber- und Schwächeanfälle. Daraufhin geht er zum Arzt. Dessen Diagnose trifft Frank wie ein Hammerschlag: er ist HIV-positiv, vermutlich infiziert durch eine kontaminierte Spritze. Obwohl er viel Zuspruch erhält, beginnt sich Frank zu verkriechen. Jessica hält zu ihm, doch auch ihre Versuche, ihm beizustehen, sind zum Scheitern verurteilt. Von schweren Ausschlägen gezeichnet, möchte Jessica ihren Freund bei sich in ihrer Wohnung aufnehmen, doch die Mitbewohner wehren sich dagegen mit aller Macht und konfrontieren ihn mit all ihren Vorurteilen. Was bleibt ist ein letzter Wunsch, den Jessica und Georg, der seine Eifersucht hintenan gestellt hat, dem geliebten Menschen erfüllen: In seinem hell erleuchteten Taxi fahren sie Frank durch die nächtliche Großstadt, um Abschied nehmen zu können.

## Produktionsnotizen
Regisseur Noever äußerte sich vor Beginn der Dreharbeiten zurückhaltend über das bevorstehende Filmprojekt. In der Abendzeitung vom 22. August 1985 wurde er von Angie Dullinger mit der Aussage zitiert, er verweigere Spekulationen und „eine Weiterführung der aktuellen Hysterie.“ Er mache den Film, weil er vorher ausgehandelt habe, sich nicht an Diskriminierungen zu beteiligen.
Angesichts der großen Aktualität wurde Gefahr für die Liebe – AIDS in einem enormen Tempo abgedreht und in die Kinos gebracht. Der Film entstand an 25 Drehtagen zwischen dem 30. September und dem 29. Oktober 1985, die Premiere fand bereits am 28. November desselben Jahres in Berlin Zoo-Palast statt. Die Video-Premiere war schon drei Monate später.
Peter Hahne und Ralph Baum übernahmen die Produktionsleitung. Die Ausstattung besorgte Holger Scholz, um den Ton kümmerte sich Gunther Kortwich.

## Kritiken
„Für Hans Noever spielt die Krankheit Aids in dem Film die Rolle einer dramatischen Figur, die das Verhältnis der Protagonisten untereinander bestimmt. Aids wird in seinem Film als mysteriöse Lustseuche weder ausgeschlachtet noch mystifiziert.“

Im Filmdienst heißt es: „Spielfilm, der Gefahrengruppen thematisiert und Vorurteile abbauen will, dem aber mehr als die gute Absicht nicht zu attestieren ist.“

## Wissenswertes
Infolge der starken publizistischen Aufmerksamkeit, die das Thema AIDS 1985 infolge der lebensgefährlichen Erkrankung von Hollywood-Altstar Rock Hudson an dieser Immunschwächekrankheit und dessen frühen Tod erhielt, kamen im Herbst 1985 gleich mehrere Filme zu diesem Thema in die deutschen Kinos. Neben dem hier beschriebenen Streifen waren es der US-Film „Buddies“ und die deutsche Produktion „Aids – die schleichende Gefahr“.
Hauptdarsteller Fritz Cat war eigentlich Sänger bei der Rockband „Zig Zag“, die noch minderjährige Géraldine Danon ist die Tochter des Produzenten Raymond Danon und die Patentochter von Alain Delon.